# Chromonephthea cairnsi
Chromonephthea cairnsi is een zachte koraalsoort uit de familie Nephtheidae. De koraalsoort komt uit het geslacht Chromonephthea. Chromonephthea cairnsi werd in 2005 voor het eerst wetenschappelijk beschreven door van Ofwegen. 